# Erica natalitia
Erica natalitia är en ljungväxtart som beskrevs av Harry Bolus. Erica natalitia ingår i släktet klockljungssläktet, och familjen ljungväxter. Inga underarter finns listade i Catalogue of Life.